# Cimorelli
 (octobre 2012).
Si vous disposez d'ouvrages ou d'articles de référence ou si vous connaissez des sites web de qualité traitant du thème abordé ici, merci de compléter l'article en donnant les références utiles à sa vérifiabilité et en les liant à la section « Notes et références ».
Cimorelli est un groupe vocal publié par le label Cimorelli Music chez Universal Music. Cimorelli est formé de six sœurs américaines (Dani a rejoint le groupe en 2010) et a été qualifié par Sacramento Magazine de « meilleur groupe de musique familial depuis les Jackson Five ». Le groupe s'est fait connaître en postant des reprises de chansons sur le site YouTube. En décembre 2014, elles atteignent les 3 millions d'abonnés et actuellement comptabilisent plus d'un milliard de vues. Le groupe est apparu 20 fois dans le Billboard Social 50 depuis l'été 2011 et a établi son record en décembre 2011 en atteignant la 27e place. En septembre 2011, les six filles ont reçu le Jackson Five Award for Family Music aux quatrièmes Malibu Music Awards. Elles ont également été nommées aux Teen Choice Awards 2012 en tant que Web Star. En août 2013, elles gagnent un Teen Choice Awards dans la catégorie Web Star. En novembre 2013, sur leur chaîne VEVO, les Cimorelli comptabilisent 2 911 256 abonnés ainsi que près de 18 millions de vues. En août 2014 (tout comme en 2012 et 2013), les filles sont nommées au Teen Choice Awards dans la catégorie Web Star. C'est un hommage à la musique faite en famille. Elles ont aussi créé leurs propres morceaux de musique, comme « Made In America ».

## Débuts
Élevées à El Dorado Hills, California avec leurs cinq frères, les sœurs se familiarisent très tôt avec la musique, dès l’âge de deux à quatre ans, grâce à leur mère Lynne – professeure de musique, compositrice et ancienne directrice de chœur – qui leur apprend le piano, l’harmonie, et la chanson jazz. En 2007, Christina, Katherine, Lisa, Amy et Lauren commencent à donner des concerts et recrutent Dani quand elle devient assez âgée pour entrer dans le groupe. Christina joue du piano, Amy de la guitare rythmique et du piano, Lisa du piano et de la batterie, Katherine de la basse et de la guitare électrique, Lauren du piano et du violon et Dani des bongos, de la guitare et du piano. Lynne a donné des cours à la maison à toutes les sœurs Cimorelli.
Quant à Lauren et Dani, les deux filles ont créé un show s'intitulant « The Sugar And Spice Show »  en faisant principalement des reprises de Justin Bieber, Demi Lovato ou encore Miley Cyrus. Leur chaîne comptabilise plus de 90.000 d'abonnés ainsi que des millions de vues. Lisa, Lauren et Dani créent aussi des vidéos conseils.

## Carrière

### Débuts compliqués et Youtube: 2007-2010
En 2007, Christina, Katherine, Lisa, Amy et Lauren montent un groupe vocal qu’elles nomment Cimorelli sisters (Dani est alors trop petite pour participer au groupe), puis Cimorelli. Elles sortent un album éponyme en décembre 2008. Après avoir posté sur Youtube en 2009 une reprise de Party in the USA de Miley Cyrus, Cimorelli est découvert par une jeune fille de Londres âgée de 13 ans, dont la mère est manager de l'artiste Jessie J. Sarah Stennett, qui manage également le groupe de pop britannique Sugababes, accepte de manager les Cimorelli et les aide à signer un contrat avec Universal en avril 2010. Toute la famille déménage en Californie du Sud pour que les filles puissent poursuivre leur carrière musicale. En 2010, Dani, âgée de 10 ans, est intégrée au groupe.

### Premiers succès: 2011-2015
Les Cimorelli sortent un EP, « The CimFam EP », chez Island Records en décembre 2011, comprenant 4 de leurs reprises les plus appréciées sur Youtube, d’ailleurs choisies selon les votes des fans (Skyscraper de Demi Lovato, Dynamite de Taio Cruz, Price Tag de Jessie J, What Makes You Beautiful de One Direction), ainsi qu’une reprise de Noël (All I Want For Christmas Is You de Mariah Carey et Justin Bieber) et un single original Million Bucks. Ce single a été écrit par les Cimorelli et produit par Neff-U. The CimFam EP atteint la 6e place dans le popchart d’iTunes aux États-Unis, 12h après sa sortie. Il est également bien placé au Canada (5e place), en Nouvelle-Zélande (9e place), au Mexique (10e place), en Australie (15e place), en Allemagne (21e place) et aux Pays-Bas (22e place).
Les Cimorelli sortent un deuxième EP Believe It le mardi 11 décembre 2012. Il comporte trois chansons originales : Wings (Acoustic); Believe It, You Got Me Good et 1 cover de Noël Santa Claus is coming to town.
Les Cimorelli sortent un EP le 18 juin 2013, Made in America, qui comprend plusieurs chansons originales : Made in America, The Way We Live, Whatcha Think About Us et Wings
En juin 2013, les filles font une tournée aux États-Unis. La tournée, sous le nom de "Made In America Tour" se déroule surtout dans des stations radio ou émissions bien connues. Elles se déplacent avec leur bus exprès pour le tour. Elles feront la première partie du concert d'Austin Mahone au "Mall Of America"
En 2014, elles ont 2 500 000 abonnés sur YouTube et leur nombre de vues augmente sans cesse.
En juin 2014, elles ont tourné une série Summer With Cimorelli comportant cinq épisodes. Ces épisodes sont sur leur chaine Youtube et la chaine Youtube d'AwesomenessTV.
En septembre 2014, elles sortent une nouvelle chanson "Come Over", qui est dans le jeu "Twister Dance" de Hasbro
Le 27 octobre 2014 sort leur cinquième EP intitulé "Renegade EP", leur dernier EP avec Island Records.
En mai 2015, le groupe sort une « mixtape », Hearts On Fire, disponible en téléchargement gratuit sur internet. Elle est composée de neuf chansons originales. Elles enchaînent avec une tournée sur la côte Est des États-Unis et y chantent les 9 chansons de la mixtape.
Le groupe annonce à la fin de 2015 qu'elles ont arrêté leur contrat avec Island Records, pour commencer un nouveau type de carrière, avec de la musique moins commerciale et des messages plus personnels pour leur public. Le groupe crée son propre label « Cimorelli Music ».

### 1eralbum/ Début dans la Télé-Réalité: 2016-
L'annonce de leur 1er album est faite le 13 février 2016 lors d'un Livestream. L'album sort officiellement le 18 mai 2016. L'engouement très particulier de leur public pour la sortie de cet album a permis aux Cimorelli d'être en Top Tweet Monde et France, avec le #CimorelliAlbumTODAY. Dans la foulée, elles participent à une télé-réalité "Life As Cimorelli" qui retrace leur nouvelle vie à Nashville sur la chaîne go90.

### Tournées
| Tournées                          | Date              | Pays                                                 | Première Partie/ Collaborateurs                                    |
| --------------------------------- | ----------------- | ---------------------------------------------------- | ------------------------------------------------------------------ |
| Made In America Tour              | Juillet 2013      | États-Unis                                           |                                                                    |
| Digifest Tour                     | Juin-Aout 2014    | Grande-Bretagne, États-Unis, Canada                  | Nash Grier, Cameron Dallas, Demi Lovato, Rebecca Black et d'autres |
| Cimorelli European Tour 2015      | Février-Mars 2015 | Allemagne, Espagne, Portugal, Grande-Bretagne Suisse |                                                                    |
| Cimorelli East Coast Tour 2015    | Octobre 2015      | États-Unis                                           |                                                                    |
| Cimorelli South America Tour 2016 | Avril 2016        | Brésil, Argentine, Chili                             | Jacob Whitesides                                                   |
| Up At Night Tour 2016             | Mai-Juin 2016     | États-Unis, France, Allemagne                        | Tre Coast                                                          |

## Membres
- Christina Lynne Reali, née le 12 août 1990 (34 ans). Elle a hérité du prénom de sa mère car c'est leur première fille.
- Katherine Ann Straneva, née le 4 mars 1992 (33 ans).
- Lisa Michelle Gilbert, née le 19 septembre 1993 (31 ans).
- Amy Elizabeth Cimorelli, née le 1er juillet 1995 (30 ans).
- Lauren Christine Cimorelli, née le 12 août 1998 (26 ans).

## Anciens membres
- Danielle (surnommée Dani) Nicole Cimorelli, née le 15 juin 2000 (25 ans). Elle a quitté le groupe en 2020[4].